# Lepanus globulus
Lepanus globulus là một loài bọ cánh cứng trong họ Bọ hung (Scarabaeidae).